# Hafen Haifa
Der Hafen Haifa (hebräisch נְמֵל חֵיפָה Nəmel Chejfah) ist ein natürlicher Tiefwasserhafen in der israelischen Stadt Haifa, der ganzjährig von Passagier- und Frachtschiffen angefahren wird. Er ist der größte internationale Seehafen Israels vor den Häfen in Aschdod und Eilat und einer der Häfen mit dem höchsten Güterumschlag im östlichen Mittelmeer. Im Hafen gibt es mehrere Nutzungsbereiche. Neben einem militärischen Teil gibt es Terminals für verschiedene Ladungsarten und einen Passagierhafen. Betreiber des Hafens ist die staatliche Hafenbetreibergesellschaft Haifa Port. Es gibt mehrere Industrieunternehmen in Hafennähe.

## Lage und Geschichte

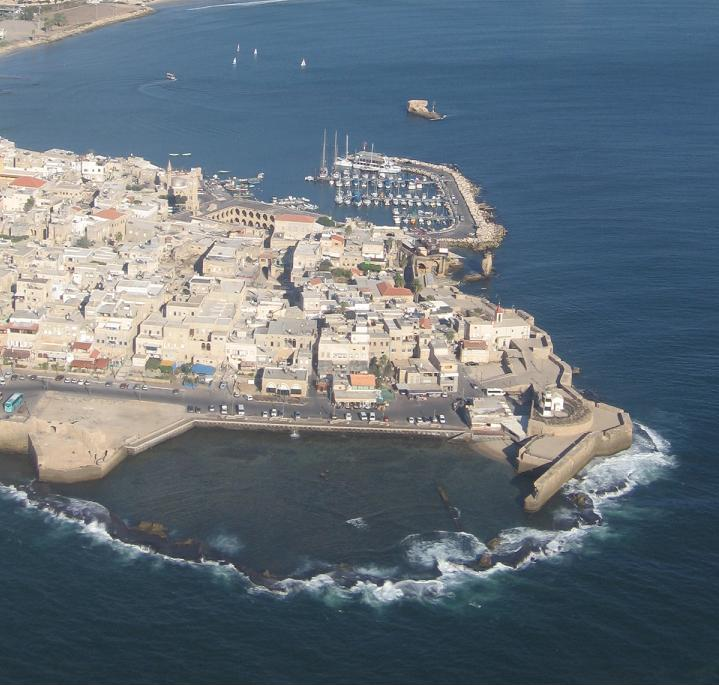
Bis ins 19. Jahrhundert war der Hafen Akkon der wichtigste Handelshafen dieses Küstenabschnitts

Der Hafen liegt in der langgezogenen Bucht von Haifa. Geschichtlich ist der Hafen stark mit der Lage in der Bucht verbunden: außer an der Karmelküste bei Dor und weiter nördlich bei Achsiv konnte die Schifffahrt keine natürlichen Häfen nutzen.
Als die Kreuzfahrer um 1100 Haifa einnahmen, erlebte der Hafen der Stadt eine Blüte. Über Haifa führte die wichtigste Fernhandelsstraße Via Maris (Seeweg) nach Tiberias, die Hauptstadt Galiläas. Unter der Herrschaft der Mamluken geriet der Hafen in Vergessenheit, wie der nahe gelegene Hafen Akkon, da die Mamluken diese Stadt und all ihre  Anlagen schleiften und die Bevölkerung, soweit sie Eroberung überlebten versklavten und vertrieben. Erst in osmanischer Zeit erlebte Akkon als Fischer- und Nothafen wieder eine funktion und blühte für 90 Jahre zwischen 1730 und 1820. Dann übernahm der Hafen Beirut und ab den 1860er Jahren langsam Haifa als wichtigster Umschlagsort in diesem Küstenabschnitt.
Der Einzugsbereich der Bucht von Haifa war lange dünn besiedelt, weil ausgedehnte Sümpfe eine wirtschaftliche Nutzung und die Besiedlung stark erschwerten. Das Gebiet galt als Rückzugsraum für Freibeuter.
Der Hafen von Akko versandete zunehmend und für Schiffe mit viel Tiefgang war es ab dem beginnenden 20. Jahrhundert nicht mehr möglich, ihn anzulaufen. Haifa hatte daher ebenfalls eine Pier errichtet. Auf der Palästinareise Kaiser Wilhelms II. im Oktober 1898 gingen er und seine Entourage in Haifa an Land, da der Hafen dort auch bei oktobertypischer unruhiger See eine sichere Landung ermöglichte. Theodor Herzl, der Begründer des politischen Zionismus, beschrieb 1902 in seinem Roman Altneuland die künftige Stadt Haifa und ihren Hafen.

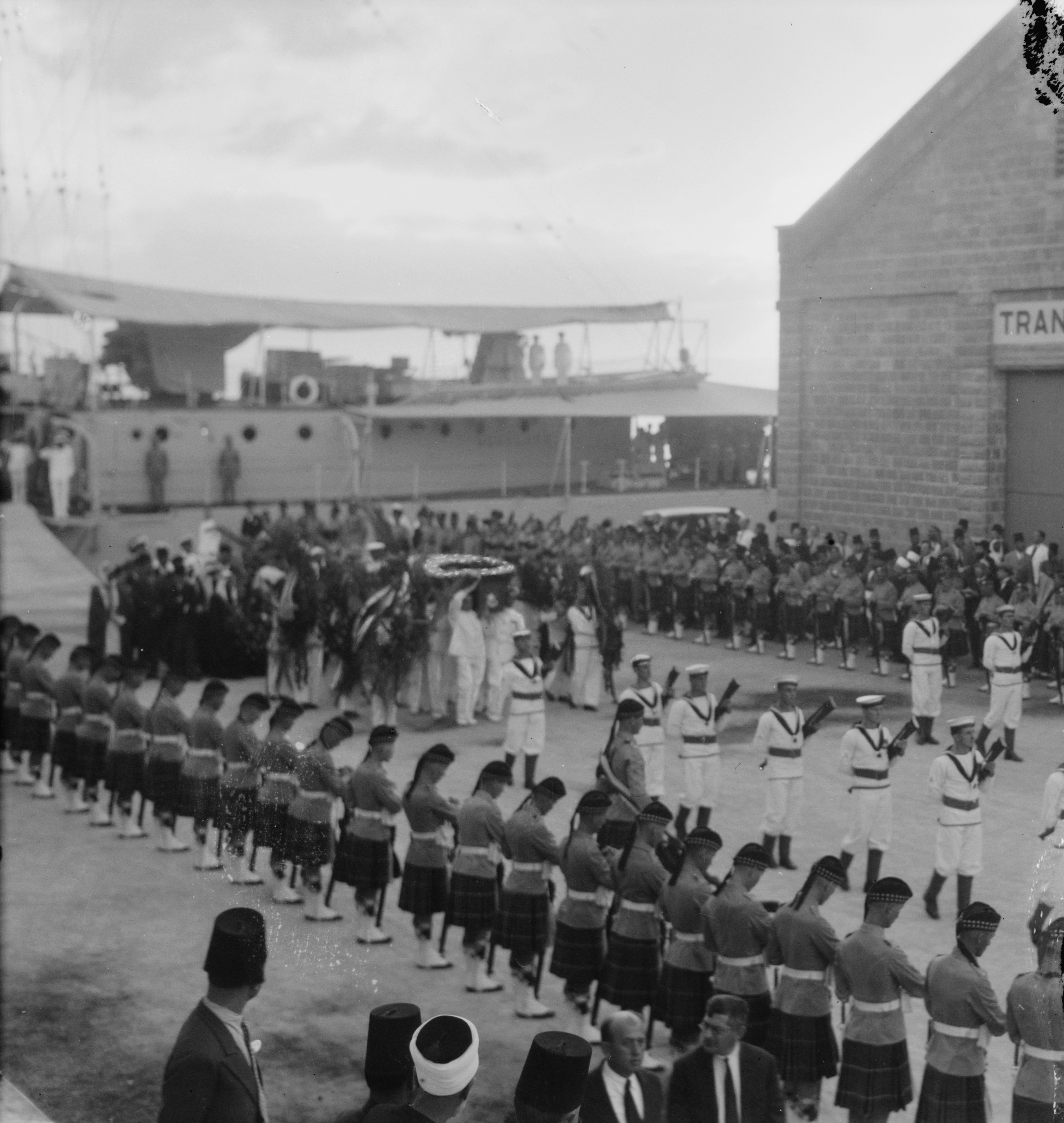
Britische Marinesoldaten tragen den bekränzten Sarg Faisals I. von Bord, 1933

Am 25. April 1920 erhielt Großbritannien auf der Konferenz von San Remo das Völkerbundsmandat für Palästina zugesprochen und der Völkerbund übertrug es den Briten 1922. Ab dieser Zeit wurde der Hafen Haifa auf Betreiben der Briten ausgebaut. Er war vor allem als Marinehafen für die Royal Navy gedacht und wurde mit einem Hafenbecken angelegt, das vertieft und durch zwei Wellenbrecher geschützt wurde. Von Genua kommend, an Bord die sterblichen Überreste des in Bern verstorbenen irakischen Königs Faisal I., legte die HMS Despatch am 14. September 1933 in Haifa an. Faisal I. wurde für seinen arabischen Freiheitskampf gegen die Osmanen und seine Karriere als König eines arabischen Landes verehrt. Ein Trauerzug tausender Haifaner begleitete den Sarg bis zum Flugplatz, von wo ein Flugzeug den Sarg nach Bagdad überführte.
Am 31. Oktober 1933 weihte Arthur Grenfell Wauchope, damals britischer Hochkommissar für Palästina, den Hafen offiziell ein. Der Hafen war eine wichtige Bedingung für die florierende Entwicklung der Stadt Haifa, war wichtigster End- und Ausgangspunkt des Schienengüterverkehrs der Palestine Railways und ist dies, an der Hauptbahn Naharija–Beʾer Scheva gelegen, für deren Nachfolgerin die Rakkevet Jisraʾel.
Im Jahre 1936 hatte Haifa bereits 100.000 Einwohner und der Hafen entwickelte sich zum wichtigsten Anlandungsort für Tausende von Menschen, die nach dem Zweiten Weltkrieg nach Palästina bzw. ab Mai 1948 nach Israel migrierten. Von 1936 bis 1939 wurde eine Erdölraffinerie mit Ölverschiffungshafen gebaut, gespeist von einer Rohölleitung aus dem Nordirak.
Die Kriegskonjunktur ab dem Beginn des Zweiten Weltkriegs 1939 befeuerte die moderne Industrie Palästinas. Am 15. und 24. Juli sowie am 21. September 1940 bombardierten auf der italienischen Ägäis-Insel Rhodos stationierte italienische Flugzeuge den Hafen Haifa und die großen Erdölraffinerien. Bei den Angriffen starben am 24. Juli 50 und am 21. September 39 Menschen.
Bei Abzug britischen Militärs und seines Materials, zivilen britischen Amtspersonals und ihrer Angehörigen sowie britischer Regierungsunterlagen und Archivalien wuchs dem Hafen die zentrale Rolle zu. Vor allem per Bahn kamen Militär, Amtspersonen und die sie begleitende Fracht in den Hafen Haifa, wobei die Evakuierung in peripheren Teilen Palästinas begann, um dann bis Ablauf des Mandats um Mitternacht am 14. Mai 1948 auch die urbanen Zentren zu räumen. Nur Haifas Hafen hielten die Briten darüber hinaus. Als sie ihn schließlich am 30. Juni 1948 an Israel übergaben, war er von britischem Personal und Material geräumt.

### Erweiterung
2018 begann die israelische Hafenbehörde den Bau der ersten Phase einer Erweiterung des Hafens. Die Kosten wurden auf 4 Milliarden NIS (ca. 1,1 Milliarden US-Dollar) geschätzt. Sie plante 2012 Folgendes:
- Umfangreiche Landgewinnung in einem Gebiet nordöstlich der Mündung des Flusses Qischon zwecks Bau eines neuen Terminals („Bay Terminal“), das auch große Containerschiffe mit mehr als 15.000 TEU abfertigen kann.
- Verlängerung des Hauptwellenbrechers um 880 Meter und Bau eines neuen Nebenwellenbrechers.
  - Ein neues Tankterminal, das das bestehende aus den 1940er Jahren ersetzt.
  - Erweiterung des bestehenden Chemieterminals.
  - Ein eigenes Güterbahnhofterminal auf dem Gelände des neuen Terminals und eine Anbindung der angrenzenden Anlagen der Israel Shipyards an das Schienennetz.

Das Containerterminal wurde von den israelischen Bauunternehmen Ashtrom und Shapir Marine & Civil Engineering gebaut und am 1. September 2021 eingeweiht.
Die Shanghai International Port Group (SIPG) gewann eine internationale Ausschreibung für den Betrieb des neuen Terminals für einen Zeitraum von 25 Jahren ab der Fertigstellung.
Bay Terminal kann jährlich 800.000 TEU-Containerbewegungen abwickeln. Es kann erweitert werden und könnte dann jährlich bis zu 1.500.000 TEU umschlagen.

## Infrastruktur
In dem Seehafen können Schiffe mit über 500 Meter Länge abgefertigt werden; die Einfahrt ist bis zu 12,2 Meter tief, an den Verladepiers sind bis zu 15,8 Meter und den Ölterminals bis zu 10 Meter Wassertiefe vorhanden. Verladekrane mit bis zu 100 Tonnen Kapazität werden vorgehalten. Der Hafen verfügt über einen Hafenlotsen- und Schlepperdienst.
Die staatliche Projektentwicklungs- und Durchführungsgesellschaft Israel Ports Development & Assets Company Ltd. (IPC) ist für die wirtschaftliche Weiterentwicklung und die Verwaltung aller drei israelischen Seehäfen verantwortlich. 2010 stellte die IPC ein weiteres Containerterminal mit dem Namen „Carmel“ für 100 Millionen Schekel fertig. Dessen Krane können Postpanamax-Schiffe abfertigen. Es erfüllt die Voraussetzungen für die automatische Erkennung von Fahrzeugen und Fahrern.

## Wirtschaftliche Daten
Im Güterverkehr nimmt der Containerumschlag mit 60 Prozent den größten Anteil ein, gefolgt von 17 Prozent Öl und 11 Prozent Getreide. Flüssige Chemikalien, andere Waren und Schüttgut machen den Rest aus (Stand 2018).

## Hafenbereiche

### Passagierschifffahrt
Am Passagierterminal können mehrere Passagierschiffe gleichzeitig abgefertigt werden. Das Terminal verfügt über eine Reihe von Geschäften und Einrichtungen für Reisende, beispielsweise Duty-free-Shops und eine Außenstelle des israelischen Innenministeriums.

### Marinebasis Haifa
Die Marinebasis Haifa (hebräisch בָּסִיס חֵיפָה Basis Chejfah, abgekürzt Ba"Ch) im nordwestlichen Teil des Hafens ist der Hauptstützpunkt der israelischen Marine. Hier befindet sich die Marineakademie sowie die Basis der israelischen Unterwassereinsatzeinheiten (Kampfschwimmer). In Haifa sind unter anderem die Flugkörperschnellboot-Flottille, die U-Boot-Flottille und die U-Boot-Schule sowie Teile der Patrouillenboot-Flottille und eine Unterwassereinsatzeinheit stationiert. Ein Teil der U-Boote ist mit nuklearen Waffen bestückt.